# Icosaedro tridiminuído aumentado
Em geometria, o icosaedro tridiminuído aumentado é um dos sólidos de Johnson (J64). É um dos sólidos de Johnson elementares, o qual não surge de manipulações "corta e cola" dos sólidos platônicos e arquimedianos. Entretanto, tem uma forte relação com o icosidodecaedro, um sólido arquimediano.
O icosaedro tridiminuído aumentado é o único sólido de Johnson com faces de 3, 4, 5 e 6 lados.